# La Norma Fox
La Norma Fox, nata Norma Nielsen (Randers, 9 febbraio 1926), è una circense statunitense, di origini danesi. È stata una grande trapezista ed una acrobata che si esibì nei circhi d'Europa e d'America.

## Biografia
Figlia dell'operatore cinematografico Laurits e della moglie Magda, che lavorava come donna delle pulizie negli ambienti del cinema, crebbe assieme ai 13 tra fratelli e sorelle e fin da piccola si esibì, assieme a molti di loro, in numeri circensi nel cortile di casa, tanto da assumere il nome di Nielsen Circus. Anche altri componenti della famiglia erano dotati come la sorella Ruth che divenne ballerina del Teatro reale danese. Poco prima della seconda guerra mondiale lei e le sorelle Norma e Ruth frequentarono la scuola di ballo di Aase Thostrup a Randers. 
Norma ebbe il sospetto che sua madre biologica non fosse Magda, bensì una delle sorelle di questa, a causa del fatto che non si è mai sentita amata dalla madre e che da piccola il padre la portava con sé a pescare per non farle sentire quel peso.
Crescendo, con le sue doti legate alle arti circensi, all'età di 14 anni venne inviata a Copenhagen (o forse "venduta" o "consegnata" all'impresario circense Altenburg, per il quale, almeno in un primo tempo, avrebbe dovuto svolgere mansioni di governante per la moglie) e finì per essere addestrata come trapezista, anche se ciò richiese molta durezza. Il suo debutto avvenne due anni dopo al National Scala dove da allora fu chiamata col soprannome de "La Norma".
Nel corso di una tournée in Danimarca col circo di Altenburg incontrò il futuro marito, il francese André Fox, che la convinse a lasciare quel circo e ad andare in Francia dove si esibì in un numero acrobatico sulla Torre Eiffel che le procurò un contratto con uno dei circhi più importanti d'America, il Ringling Bros. e Barnum & Bailey Circus, dove lavorò dal 1949 al 1951. Nel 1952 si esibì quale controfigura dell'attrice Betty Hutton nel film Il più grande spettacolo del mondo (The Greatest Show on Earth) per la regia di Cecil B. DeMille e ambientato nel mondo del circo. Negli anni successivi ha lavorato con altri circhi in giro per gli Stati Uniti, incrementando la sua carriera di elegante trapezista, nella quale eseguiva acrobazie spericolate senza paura né protezioni, divenendo una leggenda e venendo insignita del "Ring of Fame", un riconoscimento conferito solo agli artisti circensi più talentuosi nel 1989.
Si ritirò dall'attività circense nel 1974 a 48 anni in seguito all'incidente in moto occorso al figlio Gilbert che rimase paralizzato. Stabilitasi a Sarasota in Florida, aveva aperto una scuola di formazione per giovani, in particolare donne, che volessero cimentarsi nelle acrobazie del trapezio fino alla metà degli anni Ottanta. Ebbe a lamentarsi dell'infedeltà del marito e soprattutto del fatto che spendesse il denaro dei suoi guadagni provenienti dalle lezioni alle allieve mentre il loro figlio era paralizzato da 15 anni. Infine, si è stabilita in una sorta di pensione per anziani circensi con cui ha condiviso ricordi e passioni.
Nel novembre 2024, con una mostra dal titolo "XRANDERS: Entaglement" (Intreccio), l'artista e filmaker danese Ida Kvetny ha realizzato un'opera multimediale con la quale ha raccolto l'eredità delle donne pioniere di Randers, tra cui - oltre a Norma Fox - la docente Charlotte la Cour, la fotografa Nielsine Zehngraf, la canoista Karen Hoff.